# Learning to Crawl
Learning to Crawl är det tredje studioalbumet av den engelska rockgruppen The Pretenders, utgivet den 29 juni 1984 på Sire Records. Albumet producerades av Chris Thomas. Det innehåller singlarna "Back on the Chain Gang", "My City Was Gone", "2000 Miles", "Middle of the Road", "Time the Avenger", "Show Me", "Thumbelina" och "Thin Line Between Love and Hate".

## Låtlista
Alla låtar skrivna av Chrissie Hynde, där inget annat anges.
1. "Middle of the Road" – 4:08
2. "Back on the Chain Gang" – 3:44
3. "Time the Avenger" – 4:47
4. "Watching the Clothes" – 2:46
5. "Show Me" – 4:00
6. "Thumbelina" – 3:12
7. "My City Was Gone" – 5:14
8. "Thin Line Between Love and Hate" (Richard Poindexter, Robert Poindexter, Jackie Members) – 3:33
9. "I Hurt You" – 4:27
10. "2000 Miles" – 3:30

## Medverkande
- Martin Chambers – trummor, slagverk, bakgrundssång
- Malcolm Foster – bas, bakgrundssång
- Chrissie Hynde – kompgitarr, sång, munspel
- Robbie McIntosh – sologitarr, bakgrundssång